# Ертем
Ерте́м — деревня в Юкаменском районе Удмуртии. Административный центр Ертемского сельского поселения.

## География
Деревня расположена на высоте 224 м над уровнем моря.

### Часовой пояс
Деревня Ертем, как и вся Удмуртская Республика, находится в часовой зоне МСК+1. Смещение применяемого времени относительно UTC составляет +4:00.

## Население
| 2007 | 2010 | 2012 |
| ---- | ---- | ---- |
| 175  | ↘132 | ↘124 |

## Улицы
- ул. Имени Е. Н. Ипатовой,
- ул. Молодёжная,
- ул. Набережная,
- ул. Поселковая,
- ул. Советская[5].